# Деметре (ерістав Імереті)
Деметре I (груз. დემეტრე; д/н — 1455) — еріставі Імереті у 1415—1455 роках.

## Життєпис
Походив з династії Багратіоні. Син Олександра I, царя Імереті. й Анни Орбеліані. Ймовірно був досить молодим, коли помер батько, тому Імереті отримав його стрийко Георгій. 1392 року після загибелі останнього Деметре разом з іншим стрийком Костянтином втік на північ.
1396 року вони повернулися до Імеретії, де Костянтин оголосив себе царем, але невдовзі почав війни проти Гурії та Мегрелії. В цей час деметре не виявив політичного чи військового хисту. Тому 1401 року, коли загинув Костянтин II місцева знать не підтримала деметре у протистоянні з грузинським царем Георгієм VII, який швидко захопив того.
Деметре було заслано до області Сомхіті (південна Картлі), де він перебував до 1415 року. Тоді новий грузинський цар Олександр I надав Деметре титул еріставі та область Імеретію. У 1420—1430-х роках Імеретія втратила автономний статус, а титул еріставі був номінальним. Втім Олександр I через внутрішні причини знову повернув Деметре Імеретію. Залишався вірним грузинським царям до самої смерті у 1455 році.

## Родина
- Гулшара, дружина: 1) Георгія, сина грузинського царя Костянтина I; 2) Деметре, сина грузинського царя Олександра I